# Khammam
Khammam, en hindi : खम्मम, est une ville du district de Khammam, dans l'État du Telangana, en Inde. Selon le recensement de l'Inde de 2011, elle compte une population de 196 283 habitants.